# Saison 1 de Kaamelott
Chronologie
Épisodes pilotes Livre II
Cet article présente le guide du Livre I, soit la première saison de la série télévisée Kaamelott.
Le Livre I a été diffusé du 3 janvier au 11 mars 2005.
Il a été conçu de façon à pouvoir être suivi occasionnellement : chaque épisode est totalement indépendant des autres et consiste en une unité narrative. Ainsi, il n’existe pas, contrairement au Livre III et suivants, d’histoire de fond propre au Livre I, ce qui en fait une sorte d’introduction à l’univers de Kaamelott. Certains éléments d’une histoire sont néanmoins distillés dans quelques épisodes.
L’ordre de diffusion télévisuelle n’étant pas disponible, nous présentons les épisodes dans l’ordre de la liste du DVD Kaamelott Livre I : L’intégrale. Cet ordre inclut certaines contradictions ; par exemple, le personnage d’Azénor est évoqué avant son apparition dans l’épisode Azénor.

## Résumé
Certains points de l’histoire sont parcimonieusement introduits, tels que l’amour secret de Lancelot pour la reine Guenièvre, le destin exceptionnel de Perceval, la chute annoncée de l’Empire romain, l'incompétence de Merlin, l'indifférence d'Arthur vis-à-vis de sa femme et la peur qu'inspire sa mère à Arthur.
Les différents adversaires du royaume de Logres sont aussi introduits : les Burgondes, les Vikings, les Vandales, les Goths (Wisigoths et Ostrogoths), les Romains, les Saxons et les Pictes.

## Épisode 1:Heat
- France : M6
- Québec : Historia

## Épisode 2:Les Tartes aux myrtilles
- France : M6

## Épisode 3:La Table de Breccan
- France : M6

- Yvan Le Bolloc'h : Breccan

## Épisode 4:Le Chevalier mystère
- France : M6

## Épisode 5:Le Fléau de Dieu
- France : M6

## Épisode 6:Le Garde du corps
- France : M6

## Épisode 7:Des nouvelles du monde
- France : M6

- Didier Bénureau : Buzit

## Épisode 8:Codes et Stratégies
- France : M6

## Épisode 9:Le Maître d’armes
- France : M6

- Christian Bujeau : le maître d’armes

## Épisode 10:Le Négociateur
- France : M6

## Épisode 11:Dîner dansant
- France : M6

## Épisode 12:Le Sixième Sens
- France : M6

## Épisode 13:Arthur et la Question
- France : M6

## Épisode 14:Monogame
- France : M6

- Élie Semoun : le Répurgateur

## Épisode 15:Les Défis de Merlin
- France : M6

## Épisode 16:Le Banquet des chefs
- France : M6

## Épisode 17:Le Signe
- France : M6

## Épisode 18:En forme de Graal
- France : M6

## Épisode 19:Le Repos du guerrier
- France : M6

## Épisode 20:La Dent de requin
- France : M6

## Épisode 21:La Taxe militaire
- France : M6

- Georges Beller : Jacca

## Épisode 22:La Queue du scorpion
- France : M6

## Épisode 23:La Potion de fécondité
- France : M6

## Épisode 24:L’Interprète
- France : M6

- Loránt Deutsch : l’interprète

## Épisode 25:Le Sacrifice
- France : M6

## Épisode 26:À la volette
- France : M6

## Épisode 27:De retour de Judée
- France : M6

- Antoine de Caunes : Dagonet

## Épisode 28:La Botte secrète
- France : M6

## Épisode 29:L’Assassin de Kaamelott
- France : M6

## Épisode 30:Le Trois de cœur
- France : M6

## Épisode 31:Basidiomycètes
- France : M6

## Épisode 32:L’Imposteur
- France : M6

## Épisode 33:Compagnons de chambrée
- France : M6

- Marcel Philippot : Boniface

## Épisode 34:La Grotte de Padraig
- France : M6

## Épisode 35:Ambidextrie
- France : M6

## Épisode 36:Raison d’argent
- France : M6

## Épisode 37:La Romance de Lancelot
- France : M6

## Épisode 38:Merlin et les Loups
- France : M6

## Épisode 39:Le Cas Yvain
- France : M6

## Épisode 40:L’Adoubement
- France : M6

## Épisode 41:Arthur et les Ténèbres
- France : M6

## Épisode 42:Le Zoomorphe
- France : M6

## Épisode 43:La Coccinelle de Madenn
- France : M6

- Barbara Schulz : Madenn

## Épisode 44:Patience dans la plaine
- France : M6

## Épisode 45:Le Oud
- France : M6

## Épisode 46:Le Code de chevalerie
- France : M6

## Épisode 47:Létal
- France : M6

## Épisode 48:Azénor
- France : M6

- Emma de Caunes : Azénor

## Épisode 49:Le Sort de rage
- France : M6

## Épisode 50:Les Nouveaux Frères
- France : M6

## Épisode 51:Enluminures
- France : M6

## Épisode 52:Haunted
- France : M6

## Épisode 53:Le Secret de Lancelot
- France : M6

## Épisode 54:Le Serpent géant
- France : M6

## Épisode 55:Guenièvre et les Oiseaux
- France : M6

## Épisode 56:Le Dernier Empereur
- France : M6

- Bruno Salomone : Caius Camilus

## Épisode 57:Perceval relance de quinze
- France : M6

## Épisode 58:Le Coup d’épée
- France : M6

## Épisode 59:La Jupe de Calogrenant
- France : M6

## Épisode 60:Le Prodige du fakir
- France : M6

## Épisode 61:Un bruit dans la nuit
- France : M6

## Épisode 62:Feu l’âne de Guethenoc
- France : M6

## Épisode 63:Goustan le Cruel
- France : M6

- Philippe Nahon : Goustan

## Épisode 64:Le Chaudron rutilant
- France : M6

## Épisode 65:La Visite d’Ygerne
- France : M6

## Épisode 66:Les Clandestins
- France : M6

## Épisode 67:La Kleptomane
- France : M6

- Emma de Caunes : Azénor

## Épisode 68:Le Pain
- France : M6

## Épisode 69:La Mort le Roy Artu
- France : M6

## Épisode 70:Le Problème du chou
- France : M6

## Épisode 71:Un roi à la taverne
- France : M6

## Épisode 72:Les Fesses de Guenièvre
- France : M6

## Épisode 73:Le Billet doux
- France : M6

## Épisode 74:Guenièvre et l’Orage
- France : M6

## Épisode 75:Eunuques et Chauds Lapins
- France : M6

- Denis Maréchal : Narsès

## Épisode 76:Choc frontal
- France : M6

## Épisode 77:Le Forage
- France : M6

## Épisode 78:Le Discobole
- France : M6

## Épisode 79:L’Expurgation de Merlin
- France : M6

- Élie Semoun (le Répurgateur)

## Épisode 80:Les Volontaires
- France : M6

## Épisode 81:Polymorphie
- France : M6

## Épisode 82:Décibels nocturnes
- France : M6

## Épisode 83:La Fête de l’hiver
- France : M6

## Épisode 84:Gladiator
- France : M6

## Épisode 85:La Blessure mortelle
- France : M6

- Léa Drucker : la fée Morgane

## Épisode 86:Le Dragon des tunnels
- France : M6

## Épisode 87:Retour de campagne
- France : M6

## Épisode 88:L’Escorte
- France : M6

## Épisode 89:Tel un chevalier
- France : M6

## Épisode 90:La Pâte d’amande
- France : M6

## Épisode 91:La Fureur du dragon
- France : M6

## Épisode 92:Vox populi
- France : M6

## Épisode 93:Unagi
- France : M6

## Épisode 94:L’Éclaireur
- France : M6

## Épisode 95:Lacrimosa
- France : M6

## Épisode 96:La Quête des deux renards
- France : M6

## Épisode 97:Agnus Dei
- France : M6

## Épisode 98:Le Tourment
- France : M6

## Épisode 99:La Retraite
- France : M6

## Épisode 100:La Vraie Nature du Graal
- France : M6